# 할례의 비율
이 문서는 국가 또는 지역별 할례의 비율로, 할례를 받은 남성의 비율과 이를 설명하는 문서이다. 이 비율은 사실상 온두라스와 일본에서 0%에서 20.7%로, 영국에서는 7%, 스페인에서는 7%, 남아프리카공화국에서는 45%, 미국은 75%, 이스라엘과 이슬람교가 주류를 이루는 국가에서는 90% 이상까지 국가별로 크게 다르다. 2010년 세계보건기구는 전세계 15세 이상 남성의 30%가 할례를 받고 있으며 이 중 3분의 2가 이슬람교도가 되는 것으로 추산했다.
남성 할례는 대다수의 무슬림과 유대인들의 종교적 신념으로 이슬람 세계와 이스라엘에서 거의 보편적인 것이지만, 아르메니아인이나 아시리아인과 같은 이슬람교 다수 국가 내에 살고 있는 일부 비이슬람교 단체들은 이를 행하지 않는다. 그것은 인도네시아와 말레이시아와 같은 동남아시아의 이슬람교 다수 국가들에 널리 퍼져 있다. WHO는 "대한민국과 필리핀을 제외한 아시아에 비종교적인 할례가 거의 없다"고 명시한다. 아프리카의 일부 지역에서는 종종 부족이나 종교적 관습의 일부로 행해진다. 최근 몇 년 동안 일상적인 신생아 할례는 크게 줄었지만 미국에서는 할례의 비율이 높았다. 이와 대조적으로 유럽, 남아프리카의 일부, 아시아의 대부분, 오시아네아와 라틴아메리카, 중남미(카리브, 멕시코 등 라틴아메리카)의 할례 비율은 훨씬 더 낮다.

## 할례 비율 지도 및 통계표
| 지도                                                                     | 범례 |
| ------------------------------------------------------------------------ | --- |
|                                                                          | 80% 초과 20% ~ 80% 20% 미만 |
| 세계 보건 기구(2007)                                                     | |
|                                                                          | 90% 이상 80% 이상 89% 이하 70% 이상 79% 이하 60% 이상 69% 이하 50% 이상 59% 이하 40% 이상 49% 이하 30% 이상 39% 이하 20% 이상 29% 이하 10% 이상 19% 이하 1% 이상 9% 이하 1% 미만 미확인 |
| Beyond Circumcision, Circumcision Reference and Commentary Service(2015) | |

| 국가                               | 세계 보건 기구(2007) | Beyond Circumcision, Circumcision Reference and Commentary Service(2015) | Beyond Circumcision, Circumcision Reference and Commentary Service(2015) | Beyond Circumcision, Circumcision Reference and Commentary Service(2015) | Beyond Circumcision, Circumcision Reference and Commentary Service(2015) | Beyond Circumcision, Circumcision Reference and Commentary Service(2015) | Morris et al(2016) |
| 국가                               | 세계 보건 기구(2007) | 할례 비율(%)                                                             | 전체 남성 인구(명)                                                       | 할례받은 남성 인구(명)                                                   | 유대인 비율(%)                                                           | 무슬림 비율(%)                                                           | Morris et al(2016) |
| ---------------------------------- | -------------------- | ------------------------------------------------------------------------ | ------------------------------------------------------------------------ | ------------------------------------------------------------------------ | ------------------------------------------------------------------------ | ------------------------------------------------------------------------ | ------------------ |
| 이스라엘                           | 80% 초과             | 91.9%                                                                    | 3736526명                                                                | 3433867명                                                                | 75.2%                                                                    | 16.7%                                                                    | 91.7%              |
| 가자 지구                          | 80% 초과             | 104.6%                                                                   | 844824명                                                                 | 883686명                                                                 | 6.6%                                                                     | 98%                                                                      | 99.9%              |
| 요르단                             | 80% 초과             | 98.2%                                                                    | 3317942명                                                                | 3258219명                                                                | 0%                                                                       | 98.2%                                                                    | 98.8%              |
| 시리아                             | 80% 초과             | 92.2%                                                                    | 11425262명                                                               | 10539804명                                                               | 0.1%                                                                     | 92.2%                                                                    | 92.8               |
| 레바논                             | 80% 초과             | 59.3%                                                                    | 2029274명                                                                | 1203359명                                                                | 0%                                                                       | 59.3%                                                                    | 59.7%              |
| 사우디아라비아                     | 80% 초과             | 97%                                                                      | 14089444명                                                               | 13666761명                                                               | 0%                                                                       | 97%                                                                      | 97.1%              |
| 아랍에미리트                       | 80% 초과             | 76.2%                                                                    | 3539707명                                                                | 2697257명                                                                | 0%                                                                       | 76.2%                                                                    | 76%                |
| 이란                               | 80% 초과             | 99.5%                                                                    | 39331210명                                                               | 39114888명                                                               | 0.1%                                                                     | 99.4%                                                                    | 99.7%              |
| 이라크                             | 80% 초과             | 99%                                                                      | 15424413명                                                               | 15270169명                                                               | 0%                                                                       | 99%                                                                      | 98.9%              |
| 쿠웨이트                           | 80% 초과             | 95%                                                                      | 1573727명                                                                | 1495041명                                                                | 0%                                                                       | 95%                                                                      | 86.4%              |
| 예멘                               | 80% 초과             | 99.1%                                                                    | 12245072명                                                               | 12140989명                                                               | 0.1%                                                                     | 99.1%                                                                    | 99%                |
| 오만                               | 80% 초과             | 87.7%                                                                    | 1670130명                                                                | 1464704명                                                                | 0%                                                                       | 87.7%                                                                    | 47.7%              |
| 카타르                             | 80% 초과             | 77.5%                                                                    | 564399명                                                                 | 437409명                                                                 | 0%                                                                       | 77.5%                                                                    | 77.5%              |
| 바레인                             | 80% 초과             | 81.2%                                                                    | 672426명                                                                 | 546010명                                                                 | 0%                                                                       | 81.2%                                                                    | 81.2%              |
| 튀르키예                           | 80% 초과             | 98%                                                                      | 39782801명                                                               | 39007036명                                                               | 0.1%                                                                     | 98%                                                                      | 98.6%              |
| 키프로스                           | 20% ~ 80%            | 22.7%                                                                    | 571230명                                                                 | 129669명                                                                 | 0%                                                                       | 22.7%                                                                    | 22.7%              |
| 조지아                             | 20% 미만             | 10%                                                                      | 2184893명                                                                | 218052명                                                                 | 0.1%                                                                     | 9.9%                                                                     | 6.7%               |
| 아르메니아                         | 20% 미만             | 0.1%                                                                     | 1397618명                                                                | 1398명                                                                   | 0%                                                                       | 0.1%                                                                     | 0.1%               |
| 아제르바이잔                       | 80% 초과             | 99.3%                                                                    | 4122437명                                                                | 4092755명                                                                | 0.1%                                                                     | 99.2%                                                                    | 98.5%              |
| 투르크메니스탄                     | 80% 초과             | 93.1%                                                                    | 2473512명                                                                | 2304076명                                                                | 0.1%                                                                     | 93.1%                                                                    | 93.4%              |
| 아프가니스탄                       | 80% 초과             | 99.7%                                                                    | 15281542명                                                               | 15235697명                                                               | 0%                                                                       | 99.7%                                                                    | 99.8%              |
| 이집트                             | 80% 초과             | 94.6%                                                                    | 41646318명                                                               | 39418240명                                                               | 0.1%                                                                     | 94.6%                                                                    | 94.7%              |
| 리비아                             | 80% 초과             | 96.6%                                                                    | 3379443명                                                                | 3264542명                                                                | 0%                                                                       | 96.6%                                                                    | 96.6%              |
| 알제리                             | 80% 초과             | 98%                                                                      | 17584521명                                                               | 17232831명                                                               | 0%                                                                       | 98%                                                                      | 97.9%              |
| 튀니지                             | 80% 초과             | 99.5%                                                                    | 5341034명                                                                | 5314916명                                                                | 0%                                                                       | 99.5%                                                                    | 99.8%              |
| 모로코                             | 80% 초과             | 99%                                                                      | 15740767명                                                               | 15584933명                                                               | 0%                                                                       | 99%                                                                      | 99.9%              |
| 서사하라                           | 미확인               | 99.4%                                                                    | 251019명                                                                 | 249513명                                                                 | 0%                                                                       | 99.4%                                                                    | 99.6%              |
| 모리타니                           | 80% 초과             | 78%                                                                      | 1581306명                                                                | 1233419명                                                                | 0%                                                                       | 99.1%                                                                    | 99.2%              |
| 말리                               | 80% 초과             | 95%                                                                      | 7008437명                                                                | 6658015명                                                                | 0%                                                                       | 92.5%                                                                    | 86%                |
| 니제르                             | 80% 초과             | 98.6%                                                                    | 8234443명                                                                | 8119161명                                                                | 0%                                                                       | 98.6%                                                                    | 95.5%              |
| 차드                               | 80% 초과             | 64%                                                                      | 5155328명                                                                | 3299410명                                                                | 0%                                                                       | 55.8%                                                                    | 73.5%              |
| 수단                               | 20% ~ 80%            | 47%                                                                      | 22856614명                                                               | 10742609명                                                               | 0%                                                                       | 71.3%                                                                    | 39.4%              |
| 세네갈                             | 80% 초과             | 96%                                                                      | 6290131명                                                                | 6038526명                                                                | 0%                                                                       | 96%                                                                      | 93.5%              |
| 감비아                             | 80% 초과             | 95%                                                                      | 898930명                                                                 | 853984명                                                                 | 0%                                                                       | 95%                                                                      | 94.5%              |
| 카보베르데                         | 20% 미만             | 1%                                                                       | 250069명                                                                 | 2501명                                                                   | 0%                                                                       | 1%                                                                       | 미확인             |
| 기니                               | 80% 초과             | 83%                                                                      | 5300505명                                                                | 4399419명                                                                | 0%                                                                       | 84.4%                                                                    | 84.2%              |
| 기니비사우                         | 80% 초과             | 42.2%                                                                    | 777868명                                                                 | 328260명                                                                 | 0%                                                                       | 42.2%                                                                    | 93.3%              |
| 시에라리온                         | 80% 초과             | 71.3%                                                                    | 2598891명                                                                | 1853009명                                                                | 0%                                                                       | 71.3%                                                                    | 96.1%              |
| 라이베리아                         | 80% 초과             | 70%                                                                      | 1893382명                                                                | 1325367명                                                                | 0%                                                                       | 12.2%                                                                    | 97.7%              |
| 코트디부아르                       | 20% ~ 80%            | 36.7%                                                                    | 10910979명                                                               | 4004329명                                                                | 0%                                                                       | 36.7%                                                                    | 96.7%              |
| 부르키나파소                       | 80% 초과             | 89%                                                                      | 8333638명                                                                | 7416938명                                                                | 0%                                                                       | 59%                                                                      | 88.3%              |
| 가나                               | 80% 초과             | 95%                                                                      | 12395537명                                                               | 11775760명                                                               | 0%                                                                       | 15.9%                                                                    | 91.6%              |
| 토고                               | 80% 초과             | 12.2%                                                                    | 3334433명                                                                | 406801명                                                                 | 0%                                                                       | 12.2%                                                                    | 95.2%              |
| 베냉                               | 80% 초과             | 84%                                                                      | 4662516명                                                                | 3916513명                                                                | 0%                                                                       | 24.4%                                                                    | 92.9%              |
| 나이지리아                         | 80% 초과             | 50.4%                                                                    | 79129508명                                                               | 39920837명                                                               | 0.1%                                                                     | 50.4%                                                                    | 98.9%              |
| 카메룬                             | 80% 초과             | 93%                                                                      | 9904679명                                                                | 9211351명                                                                | 0%                                                                       | 17.9%                                                                    | 94%                |
| 적도 기니                          | 80% 초과             | 86%                                                                      | 332434명                                                                 | 285893명                                                                 | 0%                                                                       | 4%                                                                       | 87%                |
| 상투메 프린시페                    | 80% 초과             | 0.1%                                                                     | 89753명                                                                  | 90명                                                                     | 0%                                                                       | 0.1%                                                                     | 0.1%               |
| 세인트헬레나 어센션 트리스탄다쿠냐 | 미확인               | 0.1%                                                                     | 3888명                                                                   | 4명                                                                      | 0%                                                                       | 0.1%                                                                     | 미확인             |
| 중앙아프리카 공화국                | 20% ~ 80%            | 67%                                                                      | 2450013명                                                                | 1641509명                                                                | 0%                                                                       | 8.9%                                                                     | 63%                |
| 에리트레아                         | 80% 초과             | 95%                                                                      | 2939745명                                                                | 2792758명                                                                | 0%                                                                       | 36.5%                                                                    | 97.2%              |
| 지부티                             | 80% 초과             | 94%                                                                      | 350045명                                                                 | 329042명                                                                 | 0%                                                                       | 96.9%                                                                    | 96.5%              |
| 에티오피아                         | 80% 초과             | 76%                                                                      | 44744937명                                                               | 34006152명                                                               | 0.1%                                                                     | 33.9%                                                                    | 92.2%              |
| 소말리아                           | 80% 초과             | 93%                                                                      | 4962820명                                                                | 4615423명                                                                | 0%                                                                       | 98.5%                                                                    | 93.5%              |
| 가봉                               | 80% 초과             | 93%                                                                      | 784371명                                                                 | 729465명                                                                 | 0%                                                                       | 9.5%                                                                     | 99.2%              |
| 콩고 공화국                        | 80% 초과             | 70%                                                                      | 2111301명                                                                | 1477911명                                                                | 0%                                                                       | 1.6%                                                                     | 70%                |
| 콩고 민주 공화국                   | 80% 초과             | 70%                                                                      | 35676250명                                                               | 24973375명                                                               | 0.1%                                                                     | 1.4%                                                                     | 97.2%              |
| 우간다                             | 20% ~ 80%            | 25%                                                                      | 17392225명                                                               | 4348056명                                                                | 0%                                                                       | 12.1%                                                                    | 26.7%              |
| 케냐                               | 80% 초과             | 84%                                                                      | 20637634명                                                               | 17335613명                                                               | 0.1%                                                                     | 7%                                                                       | 91.2%              |
| 르완다                             | 20% 미만             | 10%                                                                      | 5656644명                                                                | 565664명                                                                 | 0%                                                                       | 1.8%                                                                     | 13.3%              |
| 부룬디                             | 20% 미만             | 2%                                                                       | 5056498명                                                                | 101130명                                                                 | 0%                                                                       | 2%                                                                       | 61.7%              |
| 탄자니아                           | 20% ~ 80%            | 70%                                                                      | 21157418명                                                               | 14810193명                                                               | 0%                                                                       | 30.2%                                                                    | 72%                |
| 앙골라                             | 80% 초과             | 66%                                                                      | 6735303명                                                                | 4445300명                                                                | 0%                                                                       | 1%                                                                       | 57.5%              |
| 잠비아                             | 20% 미만             | 12%                                                                      | 6940668명                                                                | 832880명                                                                 | 0%                                                                       | 0.4%                                                                     | 21.6%              |
| 말라위                             | 20% 미만             | 17%                                                                      | 7899728명                                                                | 1342954명                                                                | 0%                                                                       | 12.8%                                                                    | 21.6%              |
| 모잠비크                           | 20% ~ 80%            | 56%                                                                      | 11358526명                                                               | 6360775명                                                                | 0%                                                                       | 22.8%                                                                    | 47.4%              |
| 짐바브웨                           | 20% 미만             | 10%                                                                      | 5757443명                                                                | 575744명                                                                 | 0.1%                                                                     | 0.9%                                                                     | 9.2%               |
| 나미비아                           | 20% 미만             | 15%                                                                      | 1079135명                                                                | 161870명                                                                 | 0.1%                                                                     | 0.4%                                                                     | 25.5%              |
| 보츠와나                           | 20% 미만             | 25%                                                                      | 1037837명                                                                | 259459명                                                                 | 0.1%                                                                     | 0.4%                                                                     | 15.1%              |
| 에스와티니                         | 20% 미만             | 50%                                                                      | 681769명                                                                 | 340885명                                                                 | 0%                                                                       | 0.2%                                                                     | 8.2%               |
| 레소토                             | 20% ~ 80%            | 0%                                                                       | 947787명                                                                 | 0명                                                                      | 0%                                                                       | 0.1%                                                                     | 52%                |
| 남아프리카 공화국                  | 20% ~ 80%            | 35%                                                                      | 24378890명                                                               | 8532612명                                                                | 0.1%                                                                     | 1.5%                                                                     | 44.7%              |
| 코모로                             | 20% ~ 80%            | 98.3%                                                                    | 393328명                                                                 | 386641명                                                                 | 0%                                                                       | 98.3%                                                                    | 99.4%              |
| 마다가스카르                       | 80% 초과             | 1.1%                                                                     | 10908019명                                                               | 119988명                                                                 | 0%                                                                       | 1.1%                                                                     | 94.7%              |
| 모리셔스                           | 80% 이상             | 16.6%                                                                    | 641932명                                                                 | 106561명                                                                 | 0%                                                                       | 16.6%                                                                    | 16.6%              |
| 세이셸                             | 20% 미만             | 1%                                                                       | 45253명                                                                  | 498명                                                                    | 0%                                                                       | 1%                                                                       | 16.6%              |
| 몰디브                             | 20% 미만             | 98.4%                                                                    | 230416명                                                                 | 226729명                                                                 | 0%                                                                       | 98.4%                                                                    | 98.4%              |
| 스리랑카                           | 20% 미만             | 8.5%                                                                     | 10479896명                                                               | 890791명                                                                 | 0%                                                                       | 8.5%                                                                     | 8.5%               |
| 인도                               | 20% 미만             | 8.3%                                                                     | 617455163명                                                              | 51248779명                                                               | 0.1%                                                                     | 13.4%                                                                    | 13.5%              |
| 방글라데시                         | 80% 초과             | 89.6%                                                                    | 76409636명                                                               | 68463034명                                                               | 0%                                                                       | 89.6%                                                                    | 93.2%              |
| 네팔                               | 20% 미만             | 4.2%                                                                     | 14396024명                                                               | 604633명                                                                 | 0%                                                                       | 4.2%                                                                     | 4.2%               |
| 파키스탄                           | 80% 초과             | 96.3%                                                                    | 96838991명                                                               | 93255948명                                                               | 0%                                                                       | 96.3%                                                                    | 96.4%              |
| 타지키스탄                         | 80% 초과             | 84.1%                                                                    | 3794436명                                                                | 3191121명                                                                | 0%                                                                       | 84.1%                                                                    | 99%                |
| 키르기스스탄                       | 80% 초과             | 86.3%                                                                    | 2736707명                                                                | 2363146명                                                                | 0.1%                                                                     | 86.3%                                                                    | 91.9%              |
| 우즈베키스탄                       | 80% 초과             | 96.3%                                                                    | 13993625명                                                               | 13482858명                                                               | 0.1%                                                                     | 96.3%                                                                    | 96.5%              |
| 카자흐스탄                         | 20% ~ 80%            | 56.4%                                                                    | 7479693명                                                                | 4222287명                                                                | 0.1%                                                                     | 56.4%                                                                    | 56.4%              |
| 러시아                             | 20% 미만             | 11.9%                                                                    | 63745356명                                                               | 7560199명                                                                | 0.2%                                                                     | 11.7%                                                                    | 11.8%              |
| 우크라이나                         | 20% 미만             | 1.2%                                                                     | 20737568명                                                               | 242630명                                                                 | 0.2%                                                                     | 1.0%                                                                     | 2.3%               |
| 벨라루스                           | 20% 미만             | 1.2%                                                                     | 4455866명                                                                | 53025명                                                                  | 0.2%                                                                     | 1.0%                                                                     | 0.32%              |
| 리투아니아                         | 20% 미만             | 0.2%                                                                     | 1664887명                                                                | 3163명                                                                   | 0.1%                                                                     | 0.1%                                                                     | 0.2%               |
| 라트비아                           | 20% 미만             | 1.4%                                                                     | 1019381명                                                                | 14577명                                                                  | 0.4%                                                                     | 1%                                                                       | 0.38%              |
| 에스토니아                         | 20% 미만             | 0.2%                                                                     | 585701명                                                                 | 1464명                                                                   | 0.1%                                                                     | 0.1%                                                                     | 0.25%              |
| 핀란드                             | 20% 미만             | 7.1%                                                                     | 2575959명                                                                | 182893명                                                                 | 0.1%                                                                     | 0.5%                                                                     | 0.82%              |
| 노르웨이                           | 20% 미만             | 1.1%                                                                     | 2322228명                                                                | 24383명                                                                  | 0.1%                                                                     | 1%                                                                       | 3.0%               |
| 스웨덴                             | 20% 미만             | 2.2%                                                                     | 4498461명                                                                | 97617명                                                                  | 0.2%                                                                     | 2%                                                                       | 5.1%               |
| 덴마크                             | 20% 미만             | 11.7%                                                                    | 2737015명                                                                | 318862명                                                                 | 0.1%                                                                     | 2%                                                                       | 5.3%               |
| 폴란드                             | 20% 미만             | 1.1%                                                                     | 18626336명                                                               | 195577명                                                                 | 0.1%                                                                     | 1.1%                                                                     | 0.11%              |
| 체코                               | 20% 미만             | 0.2%                                                                     | 4964463명                                                                | 7447명                                                                   | 0.1%                                                                     | 0.1%                                                                     | 0.14%              |
| 슬로바키아                         | 20% 미만             | 0.2%                                                                     | 2653823명                                                                | 3981명                                                                   | 0.1%                                                                     | 0.1%                                                                     | 0.15%              |
| 헝가리                             | 20% 미만             | 0.7%                                                                     | 4752993명                                                                | 32796명                                                                  | 0.5%                                                                     | 0.2%                                                                     | 0.78%              |
| 루마니아                           | 20% 미만             | 0.3%                                                                     | 10671448명                                                               | 37350명                                                                  | 0.1%                                                                     | 0.3%                                                                     | 0.34%              |
| 불가리아                           | 20% 미만             | 12.2%                                                                    | 3399033명                                                                | 416382명                                                                 | 0.1%                                                                     | 12.2%                                                                    | 13.4%              |
| 그리스                             | 20% 미만             | 3%                                                                       | 5270271명                                                                | 160743명                                                                 | 0.1%                                                                     | 3%                                                                       | 4.74%              |
| 알바니아                           | 20% ~ 80%            | 79.9%                                                                    | 1526693명                                                                | 1219828명                                                                | 0%                                                                       | 79.9%                                                                    | 47.7%              |
| 북마케도니아                       | 20% ~ 80%            | 33.3%                                                                    | 1038664명                                                                | 346394명                                                                 | 0.1%                                                                     | 33.3%                                                                    | 33.9%              |
| 코소보                             | 미확인               | 89.6%                                                                    | 939403명                                                                 | 841705명                                                                 | 0%                                                                       | 89.6%                                                                    | 91.7%              |
| 세르비아                           | 20% ~ 80%            | 3.2%                                                                     | 3561552명                                                                | 115750명                                                                 | 0.1%                                                                     | 3.2%                                                                     | 3.71%              |
| 몬테네그로                         | 20% ~ 80%            | 17.7%                                                                    | 329241명                                                                 | 58276명                                                                  | 0%                                                                       | 17.7%                                                                    | 18.5%              |
| 보스니아 헤르체고비나              | 20% ~ 80%            | 40%                                                                      | 2275887명                                                                | 911493명                                                                 | 0.1%                                                                     | 40%                                                                      | 41.6%              |
| 크로아티아                         | 20% 미만             | 1.1%                                                                     | 2160589명                                                                | 22686명                                                                  | 0.1%                                                                     | 1%                                                                       | 1.34%              |
| 슬로베니아                         | 20% ~ 80%            | 4.5%                                                                     | 974404명                                                                 | 43848명                                                                  | 0.1%                                                                     | 2.4%                                                                     | 8.5%               |
| 이탈리아                           | 20% 미만             | 1.1%                                                                     | 29885782명                                                               | 313801명                                                                 | 0.1%                                                                     | 1%                                                                       | 2.6%               |
| 산마리노                           | 20% 미만             | 0.1%                                                                     | 15416명                                                                  | 15명                                                                     | 0%                                                                       | 0.1%                                                                     | 47.7%              |
| 바티칸 시국                        | 20% 미만             | 0.1%                                                                     | 418명                                                                    | 0명                                                                      | 0%                                                                       | 0.1%                                                                     | 0.1%               |
| 몰타                               | 20% 미만             | 0.2%                                                                     | 203141명                                                                 | 406명                                                                    | 0%                                                                       | 0.2%                                                                     | 0.3%               |
| 스위스                             | 20% 미만             | 4.5%                                                                     | 3761808명                                                                | 170786명                                                                 | 0.2%                                                                     | 4.3%                                                                     | 8.2%               |
| 리히텐슈타인                       | 20% 미만             | 4.8%                                                                     | 17073명                                                                  | 820명                                                                    | 0%                                                                       | 4.8%                                                                     | 4.8%               |
| 오스트리아                         | 20% 미만             | 4.3%                                                                     | 4003290명                                                                | 172542명                                                                 | 0.1%                                                                     | 4.2%                                                                     | 5.8%               |
| 독일                               | 20% 미만             | 10.9%                                                                    | 40115573명                                                               | 4372597명                                                                | 0.1%                                                                     | 5%                                                                       | 6.7%               |
| 룩셈부르크                         | 20% 미만             | 3.1%                                                                     | 247819명                                                                 | 7732명                                                                   | 0.1%                                                                     | 3%                                                                       | 2.42%              |
| 벨기에                             | 20% 미만             | 3%                                                                       | 5109295명                                                                | 153432명                                                                 | 0%                                                                       | 3%                                                                       | 22.6%              |
| 네덜란드                           | 20% 미만             | 5.9%                                                                     | 8338418명                                                                | 490299명                                                                 | 0.2%                                                                     | 5.7%                                                                     | 5.7%               |
| 영국                               | 20% 미만             | 15.8%                                                                    | 31032523명                                                               | 4903139명                                                                | 0.5%                                                                     | 2.7%                                                                     | 20.7%              |
| 아일랜드                           | 20% 미만             | 0.6%                                                                     | 2323752명                                                                | 12781명                                                                  | 0.1%                                                                     | 0.5%                                                                     | 0.93%              |
| 맨섬                               | 20% 미만             | 0.2%                                                                     | 41464명                                                                  | 83명                                                                     | 0%                                                                       | 0.2%                                                                     | 0.2%               |
| 페로 제도                          | 20% 미만             | 미확인                                                                   | 미확인                                                                   | 미확인                                                                   | 미확인                                                                   | 미확인                                                                   | 0.1%               |
| 아이슬란드                         | 20% 미만             | 0.1%                                                                     | 155529명                                                                 | 156명                                                                    | 0%                                                                       | 0.1%                                                                     | 0.1%               |
| 저지섬                             | 20% 미만             | 0.1%                                                                     | 46364명                                                                  | 46명                                                                     | 0%                                                                       | 0.1%                                                                     | 0.1%               |
| 프랑스                             | 20% 미만             | 14%                                                                      | 31989673명                                                               | 4478554명                                                                | 0.8%                                                                     | 6%                                                                       | 14%                |
| 모나코                             | 20% 미만             | 0.4%                                                                     | 14878명                                                                  | 60명                                                                     | 0%                                                                       | 0.4%                                                                     | 0.5%               |
| 안도라                             | 20% 미만             | 1%                                                                       | 43847명                                                                  | 438명                                                                    | 0%                                                                       | 1%                                                                       | 1.1%               |
| 스페인                             | 20% 미만             | 2%                                                                       | 22900302명                                                               | 458006명                                                                 | 0.1%                                                                     | 1%                                                                       | 6.6%               |
| 포르투갈                           | 20% 미만             | 0.2%                                                                     | 5242200명                                                                | 7863명                                                                   | 0.1%                                                                     | 0.1%                                                                     | 0.61%              |
| 지브롤터                           | 20% 미만             | 6.4%                                                                     | 14550명                                                                  | 931명                                                                    | 2.4%                                                                     | 4%                                                                       | 6%                 |
| 캐나다                             | 20% ~ 80%            | 43.6%                                                                    | 16843423명                                                               | 7343732명                                                                | 1.2%                                                                     | 2%                                                                       | 31.9%              |
| 미국                               | 20% ~ 80%            | 79%                                                                      | 154231006명                                                              | 121842495명                                                              | 1.8%                                                                     | 0.8%                                                                     | 80.5%              |
| 멕시코                             | 20% 미만             | 10%                                                                      | 55701662명                                                               | 5570166명                                                                | 0.1%                                                                     | 1%                                                                       | 15.4%              |
| 과테말라                           | 20% 미만             | 0.2%                                                                     | 6806969명                                                                | 10210명                                                                  | 0.1%                                                                     | 0.1%                                                                     | 0.11%              |
| 벨리즈                             | 20% 미만             | 0.1%                                                                     | 162930명                                                                 | 163명                                                                    | 0%                                                                       | 0.1%                                                                     | 0.1%               |
| 엘살바도르                         | 20% 미만             | 0.2%                                                                     | 2925777명                                                                | 4389명                                                                   | 0.1%                                                                     | 0.1%                                                                     | 0.11%              |
| 온두라스                           | 20% 미만             | 0.1%                                                                     | 4092040명                                                                | 4092명                                                                   | 0%                                                                       | 0.1%                                                                     | 0.1%               |
| 니카라과                           | 20% 미만             | 50.4%                                                                    | 79129508명                                                               | 39920837명                                                               | 0.1%                                                                     | 50.4%                                                                    | 0.1%               |
| 코스타리카                         | 20% 미만             | 1.1%                                                                     | 2299665명                                                                | 24376명                                                                  | 0.1%                                                                     | 1%                                                                       | 0.15%              |
| 파나마                             | 20% 미만             | 0.9%                                                                     | 1747362명                                                                | 15027명                                                                  | 0.2%                                                                     | 0.7%                                                                     | 0.95%              |
| 자메이카                           | 20% 미만             | 0.2%                                                                     | 1419703명                                                                | 2130명                                                                   | 0.1%                                                                     | 0.1%                                                                     | 14%                |
| 쿠바                               | 20% 미만             | 0.2%                                                                     | 5515807명                                                                | 8274명                                                                   | 0.1%                                                                     | 0.1%                                                                     | 0.11%              |
| 케이맨 제도                        | 20% 미만             | 0.2%                                                                     | 25168명                                                                  | 50명                                                                     | 0%                                                                       | 0.2%                                                                     | 0.2%               |
| 바하마                             | 20% 미만             | 0.2%                                                                     | 153459명                                                                 | 307명                                                                    | 0.1%                                                                     | 0.1%                                                                     | 0.2%               |
| 터크스 케이커스 제도               | 미확인               | 0.1%                                                                     | 23167명                                                                  | 23명                                                                     | 0%                                                                       | 0.1%                                                                     | 미확인             |
| 버뮤다                             | 미확인               | 0.8%                                                                     | 33277명                                                                  | 266명                                                                    | 0%                                                                       | 0.8%                                                                     | 0.8%               |
| 아이티                             | 20% 미만             | 0.1%                                                                     | 4810875명                                                                | 4811명                                                                   | 0%                                                                       | 0.1%                                                                     | 6.2%               |
| 도미니카 공화국                    | 20% 미만             | 5%                                                                       | 5051895명                                                                | 252595명                                                                 | 0.1%                                                                     | 0.1%                                                                     | 13.7%              |
| 푸에르토리코                       | 20% 미만             | 0.2%                                                                     | 1911460명                                                                | 2867명                                                                   | 0.1%                                                                     | 0.1%                                                                     | 0.14%              |
| 영국령 버진아일랜드                | 20% 미만             | 1.2%                                                                     | 13001명                                                                  | 156명                                                                    | 0%                                                                       | 1.2%                                                                     | 1.2%               |
| 미국령 버진아일랜드                | 20% 미만             | 0.4%                                                                     | 51947명                                                                  | 187명                                                                    | 0.3%                                                                     | 0.1%                                                                     | 0.55%              |
| 세인트키츠 네비스                  | 20% 미만             | 0.1%                                                                     | 25157명                                                                  | 25명                                                                     | 0%                                                                       | 0.1%                                                                     | 0.3%               |
| 앤티가 바부다                      | 20% 미만             | 0.6%                                                                     | 41629명                                                                  | 250명                                                                    | 0%                                                                       | 0.6%                                                                     | 미확인             |
| 몬트세랫                           | 20% 미만             | 0.1%                                                                     | 2583명                                                                   | 3명                                                                      | 0%                                                                       | 0.1%                                                                     | 0.1%               |
| 도미니카 연방                      | 20% 미만             | 0.1%                                                                     | 36846명                                                                  | 37명                                                                     | 0%                                                                       | 0.1%                                                                     | 0.2%               |
| 세인트루시아                       | 20% 미만             | 0.1%                                                                     | 78707명                                                                  | 79명                                                                     | 0%                                                                       | 0.1%                                                                     | 0.1%               |
| 바베이도스                         | 20% 미만             | 0.8%                                                                     | 138919명                                                                 | 1111명                                                                   | 0%                                                                       | 0.8%                                                                     | 0.9%               |
| 세인트빈센트 그레나딘              | 20% 미만             | 1.5%                                                                     | 52702명                                                                  | 791명                                                                    | 0%                                                                       | 1.5%                                                                     | 1.7%               |
| 그레나다                           | 20% 미만             | 0.3%                                                                     | 54746명                                                                  | 164명                                                                    | 0%                                                                       | 0.3%                                                                     | 0.3%               |
| 트리니다드 토바고                  | 20% 미만             | 5.8%                                                                     | 619829명                                                                 | 35950명                                                                  | 0%                                                                       | 5.8%                                                                     | 5.8%               |
| 퀴라소                             | 20% 미만             | 미확인                                                                   | 미확인                                                                   | 미확인                                                                   | 미확인                                                                   | 미확인                                                                   | 0.07%              |
| 콜롬비아                           | 20% 미만             | 6.9%                                                                     | 22136885명                                                               | 1527445명                                                                | 0.1%                                                                     | 1%                                                                       | 4.2%               |
| 베네수엘라                         | 20% 미만             | 0.4%                                                                     | 13678297명                                                               | 49242명                                                                  | 0.1%                                                                     | 0.3%                                                                     | 0.33%              |
| 가이아나                           | 20% 미만             | 7.2%                                                                     | 372384명                                                                 | 26812명                                                                  | 0%                                                                       | 7.2%                                                                     | 12%                |
| 수리남                             | 20% 미만             | 16%                                                                      | 244758명                                                                 | 39039명                                                                  | 0.1%                                                                     | 16%                                                                      | 15.9%              |
| 프랑스령 기아나                    | 20% 미만             | 미확인                                                                   | 미확인                                                                   | 미확인                                                                   | 미확인                                                                   | 미확인                                                                   | 미확인             |
| 에콰도르                           | 20% 미만             | 0.2%                                                                     | 7465965명                                                                | 11199명                                                                  | 0.1%                                                                     | 0.1%                                                                     | 0.11%              |
| 페루                               | 20% 미만             | 3.7%                                                                     | 14697230명                                                               | 543798명                                                                 | 0.1%                                                                     | 0.1%                                                                     | 3.7%               |
| 볼리비아                           | 20% 미만             | 0.2%                                                                     | 5008237명                                                                | 7512명                                                                   | 0.1%                                                                     | 0.1%                                                                     | 0.11%              |
| 파라과이                           | 20% 미만             | 0.2%                                                                     | 3245596명                                                                | 4868명                                                                   | 0.1%                                                                     | 0.1%                                                                     | 0.11%              |
| 브라질                             | 20% 미만             | 7.4%                                                                     | 100687463명                                                              | 7450872명                                                                | 0.1%                                                                     | 0.1%                                                                     | 1.3%               |
| 우루과이                           | 20% 미만             | 0.6%                                                                     | 1611850명                                                                | 10155명                                                                  | 0.5%                                                                     | 0.1%                                                                     | 0.62%              |
| 아르헨티나                         | 20% 미만             | 2.4%                                                                     | 20566819명                                                               | 489490명                                                                 | 0.5%                                                                     | 1.9%                                                                     | 2.9%               |
| 포클랜드 제도                      | 20% 미만             | 0.1%                                                                     | 1578명                                                                   | 2명                                                                      | 0%                                                                       | 0.1%                                                                     | 0.1%               |
| 몽골                               | 20% 미만             | 5%                                                                       | 1566659명                                                                | 78333명                                                                  | 0%                                                                       | 5%                                                                       | 4.4%               |
| 중화인민공화국                     | 20% 미만             | 11.4%                                                                    | 687825775명                                                              | 78219547명                                                               | 0.1%                                                                     | 1.6%                                                                     | 14%                |
| 중화민국                           | 20% 미만             | 8.7%                                                                     | 11650106명                                                               | 1013559명                                                                | 0%                                                                       | 1%                                                                       | 8.3%               |
| 홍콩                               | 20% 미만             | 1%                                                                       | 3469940명                                                                | 34699명                                                                  | 0%                                                                       | 1%                                                                       | 28%                |
| 마카오                             | 20% 미만             | 0.1%                                                                     | 274564명                                                                 | 275명                                                                    | 0%                                                                       | 0.1%                                                                     | 0.1%               |
| 대한민국                           | 80% 초과             | 83.2%                                                                    | 24377329명                                                               | 20269749명                                                               | 0.1%                                                                     | 0.1%                                                                     | 77%                |
| 조선민주주의인민공화국             | 20% 미만             | 0.1%                                                                     | 11915188명                                                               | 11915명                                                                  | 0%                                                                       | 0.1%                                                                     | 0.1%               |
| 일본                               | 20% 미만             | 0.2%                                                                     | 61616349명                                                               | 92425명                                                                  | 0.1%                                                                     | 0.1%                                                                     | 9%                 |
| 베트남                             | 20% 미만             | 0.2%                                                                     | 45047184명                                                               | 90094명                                                                  | 0%                                                                       | 0.2%                                                                     | 0.2%               |
| 라오스                             | 20% 미만             | 0.1%                                                                     | 3205892명                                                                | 3206명                                                                   | 0%                                                                       | 0.1%                                                                     | 0.1%               |
| 캄보디아                           | 20% 미만             | 1.6%                                                                     | 7200841명                                                                | 115213명                                                                 | 0%                                                                       | 1.6%                                                                     | 3.5%               |
| 태국                               | 20% 미만             | 12.3%                                                                    | 33023106명                                                               | 15270169명                                                               | 0.1%                                                                     | 5.8%                                                                     | 11.9% or 23.4%     |
| 미얀마                             | 20% 미만             | 3.8%                                                                     | 26864224명                                                               | 1020841명                                                                | 0%                                                                       | 3.8%                                                                     | 3.5%               |
| 말레이시아                         | 80% 초과             | 60.4%                                                                    | 14435768명                                                               | 8719204명                                                                | 0%                                                                       | 60.4%                                                                    | 61.4%              |
| 싱가포르                           | 80% 초과             | 15%                                                                      | 2309590명                                                                | 345284명                                                                 | 0.1%                                                                     | 14.9%                                                                    | 14.9%              |
| 브루나이                           | 80% 초과             | 67.2%                                                                    | 200945명                                                                 | 135035명                                                                 | 0%                                                                       | 67.2%                                                                    | 51.9%              |
| 필리핀                             | 80% 초과             | 92.5%                                                                    | 50916969명                                                               | 47098196명                                                               | 0.1%                                                                     | 5.1%                                                                     | 91.7%              |
| 북마리아나 제도                    | 20% 미만             | 0.7%                                                                     | 22190명                                                                  | 155명                                                                    | 0%                                                                       | 0.7%                                                                     | 90% or 95%         |
| 괌                                 | 20% 미만             | 미확인                                                                   | 미확인                                                                   | 미확인                                                                   | 미확인                                                                   | 미확인                                                                   | 95%                |
| 인도네시아                         | 80% 초과             | 88.2%                                                                    | 122806522명                                                              | 108315352명                                                              | 0%                                                                       | 88.2%                                                                    | 92.5%              |
| 동티모르                           | 미확인               | 3.8%                                                                     | 597620명                                                                 | 22710명                                                                  | 0%                                                                       | 3.8%                                                                     | 6.4%               |
| 파푸아뉴기니                       | 20% 미만             | 0.1%                                                                     | 3183906명                                                                | 3184명                                                                   | 0%                                                                       | 0.1%                                                                     | 10.1%              |
| 팔라우                             | 20% 미만             | 0.1%                                                                     | 11118명                                                                  | 11명                                                                     | 0%                                                                       | 0.1%                                                                     | 95%                |
| 미크로네시아 연방                  | 20% 미만             | 0.1%                                                                     | 53150명                                                                  | 53명                                                                     | 0%                                                                       | 0.1%                                                                     | 0.1%               |
| 마셜 제도                          | 20% 미만             | 0.1%                                                                     | 34250명                                                                  | 34명                                                                     | 0%                                                                       | 0.1%                                                                     | 0.1%               |
| 나우루                             | 20% 미만             | 0.1%                                                                     | 4638명                                                                   | 5명                                                                      | 0%                                                                       | 0.1%                                                                     | 95%                |
| 키리바시                           | 20% 미만             | 0.1%                                                                     | 49604명                                                                  | 50명                                                                     | 0%                                                                       | 0.1%                                                                     | 0.1%               |
| 프랑스령 폴리네시아                | 20% 미만             | 0.1%                                                                     | 151763명                                                                 | 152명                                                                    | 0%                                                                       | 0.1%                                                                     | 78%                |
| 투발루                             | 20% 미만             | 0.1%                                                                     | 5192명                                                                   | 5명                                                                      | 0%                                                                       | 0.1%                                                                     | 95%                |
| 사모아                             | 20% 미만             | 0.1%                                                                     | 99394명                                                                  | 99명                                                                     | 0%                                                                       | 0.1%                                                                     | 95%                |
| 아메리칸사모아                     | 20% 미만             | 0.1%                                                                     | 33954명                                                                  | 34명                                                                     | 0%                                                                       | 0.1%                                                                     | 95%                |
| 핏케언 제도                        | 20% 미만             | 0.1%                                                                     | 24명                                                                     | 0명                                                                      | 0%                                                                       | 0.1%                                                                     | 0%                 |
| 니우에                             | 20% 미만             | 0.1%                                                                     | 659명                                                                    | 1명                                                                      | 0%                                                                       | 0.1%                                                                     | 95%                |
| 통가                               | 20% 미만             | 0.1%                                                                     | 52692명                                                                  | 53명                                                                     | 0%                                                                       | 0.1%                                                                     | 95%                |
| 피지                               | 20% 미만             | 6.3%                                                                     | 441563명                                                                 | 27818명                                                                  | 0%                                                                       | 6.3%                                                                     | 55%                |
| 솔로몬 제도                        | 20% 미만             | 0.1%                                                                     | 288776명                                                                 | 289명                                                                    | 0%                                                                       | 0.1%                                                                     | 95%                |
| 바누아투                           | 20% 미만             | 0.1%                                                                     | 114484명                                                                 | 114명                                                                    | 0%                                                                       | 0.1%                                                                     | 95%                |
| 누벨칼레도니                       | 20% 미만             | 2.8%                                                                     | 128138명                                                                 | 3588명                                                                   | 0%                                                                       | 2.8%                                                                     | 50%                |
| 뉴질랜드                           | 20% 미만             | 26.7%                                                                    | 2134394명                                                                | 569883명                                                                 | 0.2%                                                                     | 0.9%                                                                     | 33%                |
| 쿡 제도                            | 20% 미만             | 0.1%                                                                     | 5750명                                                                   | 6명                                                                      | 0%                                                                       | 0.1%                                                                     | 95%                |
| 오스트레일리아                     | 20% ~ 80%            | 58.7%                                                                    | 10883356명                                                               | 6388530명                                                                | 0.5%                                                                     | 1.7%                                                                     | 26.6% or 58.8%     |
| 크리스마스섬                       | 미확인               | 미확인                                                                   | 미확인                                                                   | 미확인                                                                   | 미확인                                                                   | 미확인                                                                   | 0.1%               |
| 코코스 제도                        | 미확인               | 미확인                                                                   | 미확인                                                                   | 미확인                                                                   | 미확인                                                                   | 미확인                                                                   | 95%                |

## 지역별 비율

### 아시아
| - 20% 미만 - 부탄 - 미얀마 - 중화인민공화국 - 캄보디아 - 인도 - 일본 - 라오스 - 몽골 | - 네팔 - 조선민주주의인민공화국 - 파푸아뉴기니 - 싱가포르 - 스리랑카 - 중화민국 - 태국 - 베트남 |

- 20% 이상 80% 미만
  -  대한민국[12]
  -  카자흐스탄
  -  말레이시아
  -  인도네시아

| - 80% 초과 - 아프가니스탄 - 아제르바이잔 - 방글라데시 - 바레인 - 브루나이 - 이란 - 이라크 - 이스라엘 | - 파키스탄 - 요르단 - 쿠웨이트 - 키르기스스탄 - 레바논 - 오만 - 팔레스타인 - 필리핀 | - 카타르 - 사우디아라비아 - 시리아 - 타지키스탄 - 투르크메니스탄 - 우즈베키스탄 - 아랍에미리트 - 예멘 |

### 유럽
| - 20% 미만 - 아르메니아 - 오스트리아 - 벨라루스 - 벨기에 - 불가리아 - 크로아티아 - 체코 - 키프로스 - 덴마크 - 에스토니아 - 핀란드 - 프랑스 - 조지아 | - 독일 - 그리스 - 헝가리 - 아이슬란드 - 아일랜드 - 이탈리아 - 라트비아 - 리투아니아 - 몰도바 - 네덜란드 - 노르웨이 - 폴란드 - 포르투갈 | - 루마니아 - 러시아 - 슬로바키아 - 스페인 - 세르비아 - 스위스 - 우크라이나 - 영국 |

- 20% 이상 80% 미만
  -  알바니아
  -  코소보
  -  북마케도니아
  -  보스니아 헤르체고비나

### 아프리카
- 20% 미만[5][10]
  -  보츠와나
  -  르완다
  -  에스와티니
  -  짐바브웨

| - 20% 이상 80% 이하 - 앙골라 - 부룬디 - 중앙아프리카 공화국 - 차드 - 콩고 공화국 - 레소토 - 말라위 | - 모잠비크 - 나미비아 - 남아프리카 공화국 - 수단 - 탄자니아 - 우간다 - 잠비아 |

| - 80% 이상 - 베냉 - 부르키나파소 - 카메룬 - 콩고 민주 공화국 - 코트디부아르 - 지부티 - 적도 기니 - 에리트레아 | - 에리트레아 - 에티오피아 - 가봉 - 감비아 - 가나 - 기니비사우 - 케냐 - 라이베리아 | - 말리 - 모리타니 - 나이지리아 - 나이지리아 - 세네갈 - 소말리아 - 시에라리온 - 토고 |

### 아메리카
| - 아래의 국가 또는 지역에서 20% 미만의 인구가 할례를 받고 있다. - 아르헨티나 - 벨리즈 - 볼리비아 - 브라질 - 칠레 - 콜롬비아 - 코스타리카 - 쿠바 - 도미니카 공화국 | - 엘살바도르 - 에콰도르 - 프랑스령 기아나 - 과테말라 - 가이아나 - 아이티 - 온두라스 - 자메이카 - 멕시코 | - 니카라과 - 파나마 - 파라과이 - 페루 - 푸에르토리코 - 세인트루시아 - 우루과이 - 베네수엘라 |

할례의 전반적인 비율은 콜롬비아 6.9%, 브라질(리우데자네이루 13%) 7.4%로 보고되고 있으며, 대부분의 할례는 의료 문제로 행해지고 있다. 멕시코에서 할례 비율은 10%에서 31%로 추정된다.
- 20% 이상 80% 미만
  -  미국
  -  캐나다

## 국가별 설명

2009년 미국의 지역별 신생아 할례 비율(Agency for Healthcare Research and Quality, Healthcare Cost and Utilization Project 자료)
70% ~ 80%
60% ~ 70%
50% ~ 60%
20% ~ 30%

2006~2007년 Maternity Experiences Survey(MES)의 산모 보고 통계에 따른 주별 신생아 할례 비율
40% ~ 50%
30% ~ 40%
20% ~ 30%
10% ~ 20%
0% ~ 10%
미확인

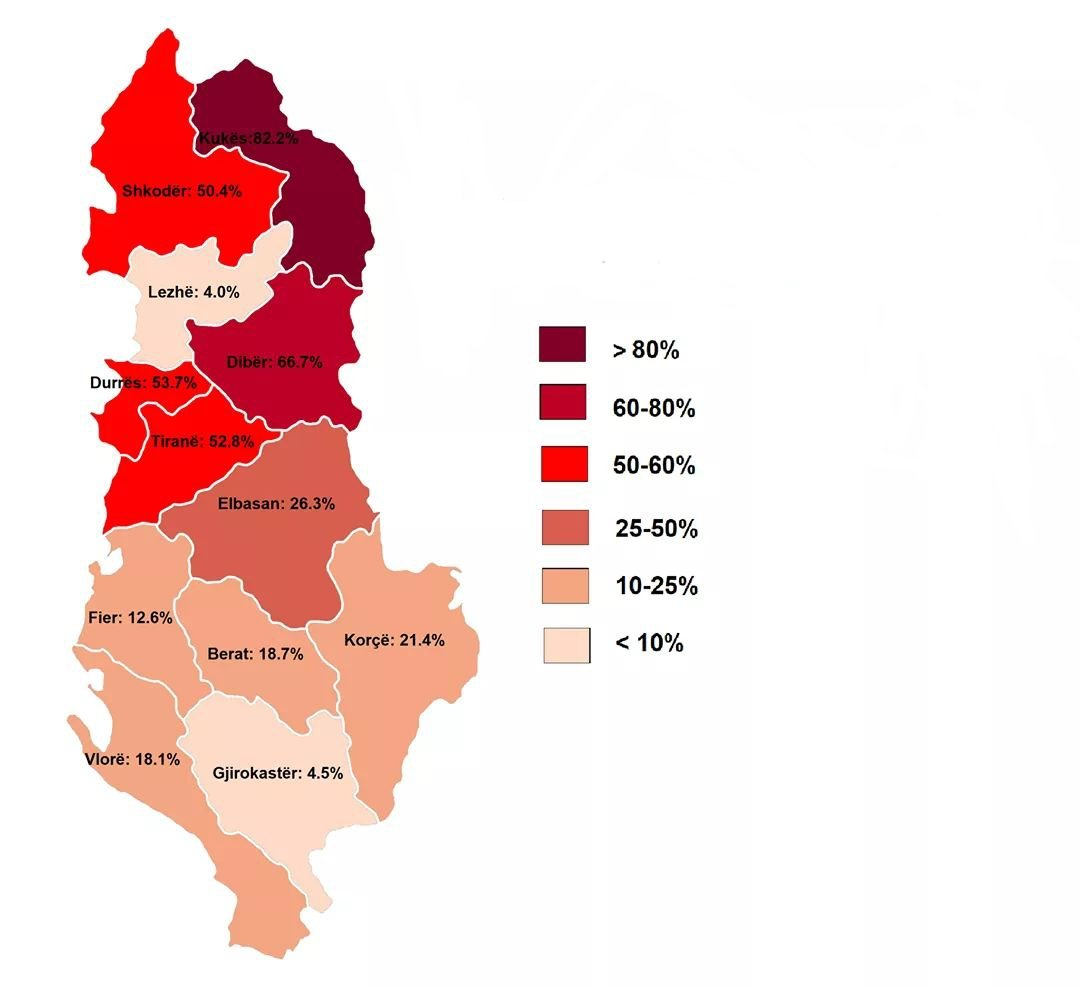
알바니아의 지역별 15~49세 남성의 할례 비율(2017 ~ 2018)
80% 초과
60% ~ 80%
50% ~ 60%
25% ~ 50%
10% ~ 25%
10% 미만

### 대한민국
할례는 한국에서 주로 현대적인 현상이다. 20세기의 비율이 80%에 가까워지고 있지만, 부모들로부터의 선물로 신체를 보존하는 한국의 길고 강한 전통에 반하는 것이기 때문에, 불과 1세기 전에 사실상 할례는 행해지지 않았다.
20세의 한국 남성들을 대상으로 한 2001년 연구는 78%가 할례를 받았다는 것을 발견했다.
당시 저자들은 "한국은 세계 어느 곳에서도 10대나 성인 할례를 가장 많이 받을 수 있다. 6.25전쟁 때 미군과의 접촉을 통해 할례를 시작했기 때문에 한국은 특이한 할례의 역사를 갖고 있다고 말했다. 2002년 연구에 따르면, 14~29세의 한국 남성의 86.3%가 할례를 받았다고 하며, 2012년 연구에서는 14~29세의 한국 남성 75.8%가 할례를 받았다고 한다. 1999년 이후에야 할례에 대한 정보를 얻을 수 있었으며, 2012년 조사 당시 한국 인터넷 사이트 중 가장 대중적인 검색엔진 네이버로 검색하면 오직 3%만이 무분별한 할례에 반대하고, 나머지 97%는 할례에 찬성했다. 이 연구의 저자들은 "한국 할례의 역사에 대한 정보의 존재, 오랜 전통에 대한 그것의 반대 성격, 미군에 의한 도입 등이 할례에 관한 의사결정 과정에 매우 큰 영향을 끼쳤을 것"이라고 추측한다.

### 필리핀
필리핀에서 할례(tuli)의 전반적인 비율은 92.5%로 보고되었다. 필리핀의 대부분의 할례는 11세에서 13세 사이에 행해진다.

### 미국
2000년대 들어 마요클리닉의 자료에 따르면 14~59세의 남성에서 할례의 유행은 인종에 따라 달랐다: 백인 남성의 91%, 흑인 남성의 76%, 히스패닉 남성의 44%가 할례를 받았다고 한다.
그러나 새로운 세대의 미국 소년들은 할례를 받을 가능성이 적다. 2012년 2월 HCUP 통계 브리핑에서는 할례율이 2000년 60%에서 2009년 54.5%로 감소했다고 보고했다. 2010년 CDC는 신생아의 할례율이 2007년 56%에서 2009년 30%로 급격히 감소했다고 보고했다. 이전에는 모든 주에서 유아 할례에 대한 메디케이드 기금이 제공되었지만 1982년 캘리포니아를 시작으로 18개 주(애리조나, 캘리포니아, 콜로라도, 플로리다, 아이다호, 루이지애나, 메인, 미네소타, 미시시피, 미주리, 몬타나, 네바다, 노스캐롤라이나, 노스다코타, 오리건, 사우스캐롤라이나, 유타, 워싱턴)에서는 2011년 7월, 비치료적 할례에 대한 메디케이드 적용을 없앴다. 미국 중서부의 한 연구에 따르면 이것이 신생아 할례율에는 아무런 영향을 미치지 않지만 나중에 할례에 영향을 미친다는 것을 발견했다. 2009년초에 발표된 또다른 연구는 신생아 남성할례율에서 메디케이드 적용범위가 있는 주와 없는 주 사이에 24%의 차이를 발견했다. 또 다른 연구에서는 동아시아, 동남아시아, 남아시아 및 남아메리카 히스패닉계 이민자들의 증가가 미국의 할례 비율이 계속 하락하는 것에 큰 영향을 미쳤다.
미국 질병통제예방센터(CDC)는 두 개의 데이터 소스를 사용하여 할례율을 추적한다. 첫 번째는 전국건강영양검진조사(NHANES)로, 어느 장소에서든 행해진 할례를 기록한다. 두 번째는 국립병원 퇴원조사(NHDS)로, 병원 밖에서 수행된 할례나 출산입원에서 퇴원한 후 어떤 나이에도 수행된 할례를 기록하지 않는다.
할례는 1세 미만 환자에게 시행된 두 번째로 흔한 시술이다. 미국의 유아 할례율이 비교 가능한 국가와 다른 이유에 대한 다양한 설명이 있다. 많은 부모들의 할례에 대한 결정은 선입견으로, 이것은 높은 선택적 할례율의 원인이 될 수 있다. 브라운&브라운(1987)은 가장 상관관계가 있는 요인은 아버지가 할례를 받았는지 여부라고 보고했다.

### 캐나다
캐나다에서의 할례는 다른 영어권 국가처럼 자위행위를 비롯한 그 시대의 인식된 문제들을 막기 위해 1900년대에 행해졌지만, 20세기 후반에 할례율이 감소하였다. 1975년에 새로운 정책이 발표되었다. 캐나다 소아과 협회는 1970년, 남성의 48%가 할례를 받은 것으로 추정했다. 그러나 1977~1988년에 실시된 연구는 다른 지방과 지역들 사이의 할례 발생률에 큰 변화를 보였다. 예를 들어 유콘은 74.8%의 비율을 보고했고 뉴펀들랜드는 1.9~2.4%의 비율을 보고했다. 1994~95년 온타리오에서 신생아 할례율이 29.9%로 떨어지는 등 이 비율은 계속 낮아졌다.
2006/2007년 캐나다 산부인과를 대상으로 한 설문조사와 2009년 국립보건원이 발표한 결과 신생아 할례율은 31.9%로 나타났다. 비율은 지역별로 눈에 띄게 차이가 났다. 뉴펀들랜드와 래브라도에서 0에 가깝고 알버타에서는 44.3%로 나타났다. 2015년 캐나다 소아과 협회는 현재 인용하고 있는 국가 할례율을 결정하는 데 이 통계를 사용했다.
| 뉴펀들랜드 래브라도                           | *    |
| 프린스에드워드섬                              | 39.2 |
| 노바스코샤                                    | 6.8  |
| 뉴브런즈윅                                    | 18.0 |
| 퀘벡                                          | 12.3 |
| 온타리오                                      | 43.7 |
| 매니토바                                      | 31.6 |
| 서스캐처원                                    | 35.6 |
| 앨버타                                        | 44.3 |
| 브리티시컬럼비아                              | 30.2 |
| 유콘                                          | *    |
| 노스웨스트                                    | 9.7  |
| 누나부트                                      | *    |
| '캐나다 전역                                  | 31.9 |
| * Numerator too small for rate calculation    |      |
| Source: Canadian Maternity Experiences Survey |      |

### 알바니아
알바니아에서 2008~2009년 동안 15-49세 남성 중 할례를 받았다고 보고된 비율은 47.7%이다. 2017~18년 동안 알바니아의 할례율은 36.8%로 감소했다.

## 같이 보기
- 할례
- 할례와 법